# آهن پوش
آهن پوش (انگلیسی: Ahin Posh) یک استوپا و ویهارا باستانی بودایی در مجاورت جلال‌آباد افغانستان است که مربوط به حدود ۱۵۰ تا ۱۶۰ میلادی زمان امپراتوری کوشانی است. 
استوپا برای اولین بار توسط ویلیام سیمپسون در فوریه ۱۸۷۹ حفاری شد. او پایه استوپا را از بین برد و تونلی به مرکز حفر کرد. در این حفاری بقایای مجسمه عظیم بودا که از خاک رس پوشیده شده با گچ‌بری در ورودی دروازه اصلی با پاهایی به طول ۵۸ سانتی‌متر یافت شد.
تونلی حفر شده توسط سیمپسون به گنجینه‌ای در مرکز استوپا آهن پوش رسید. این گنجینه شامل یک دستبند طلسم طلایی گانداران با گارنت که همراه با آن دو سکه یافت شد: یکی ویما کادفیسس و دیگری سکه کانیشکا.

این گنجینه در حال حاضر بخشی از مجموعه‌های موزه بریتانیا را تشکیل می‌دهد.

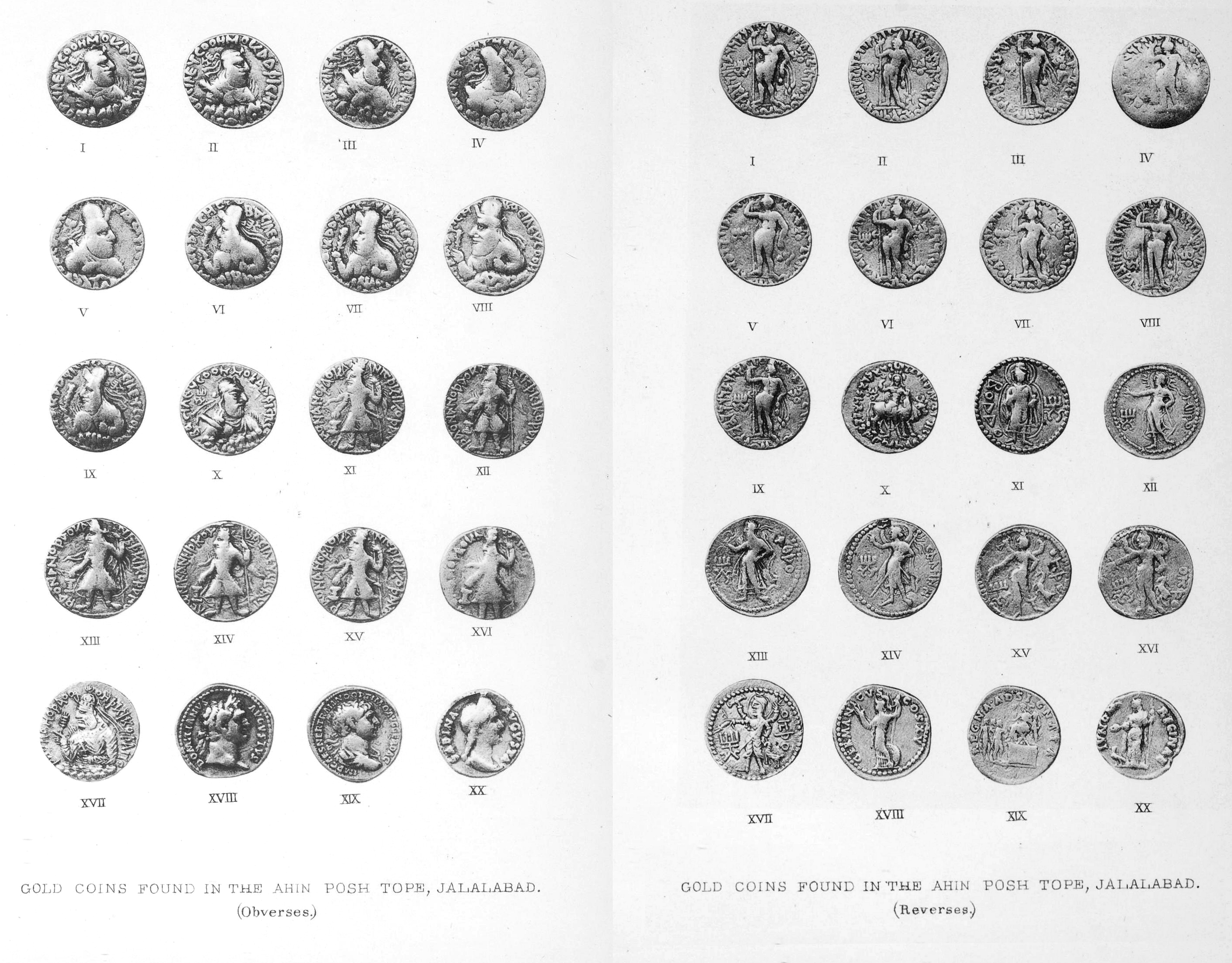
تمام سکه‌های یافت شده در اتاق مرکزی آهن پوش
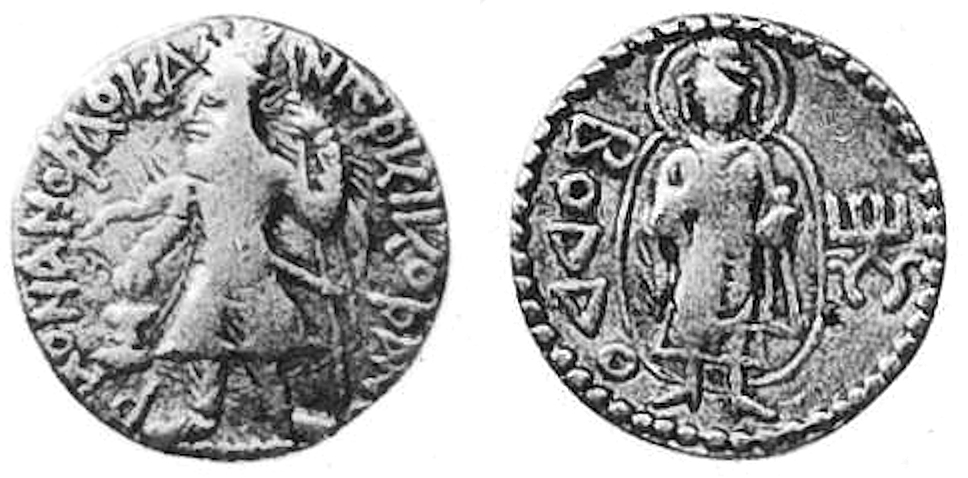
سکه طلای کانیشکا، با تصویر بودا، در آهن پوش یافت شده است.
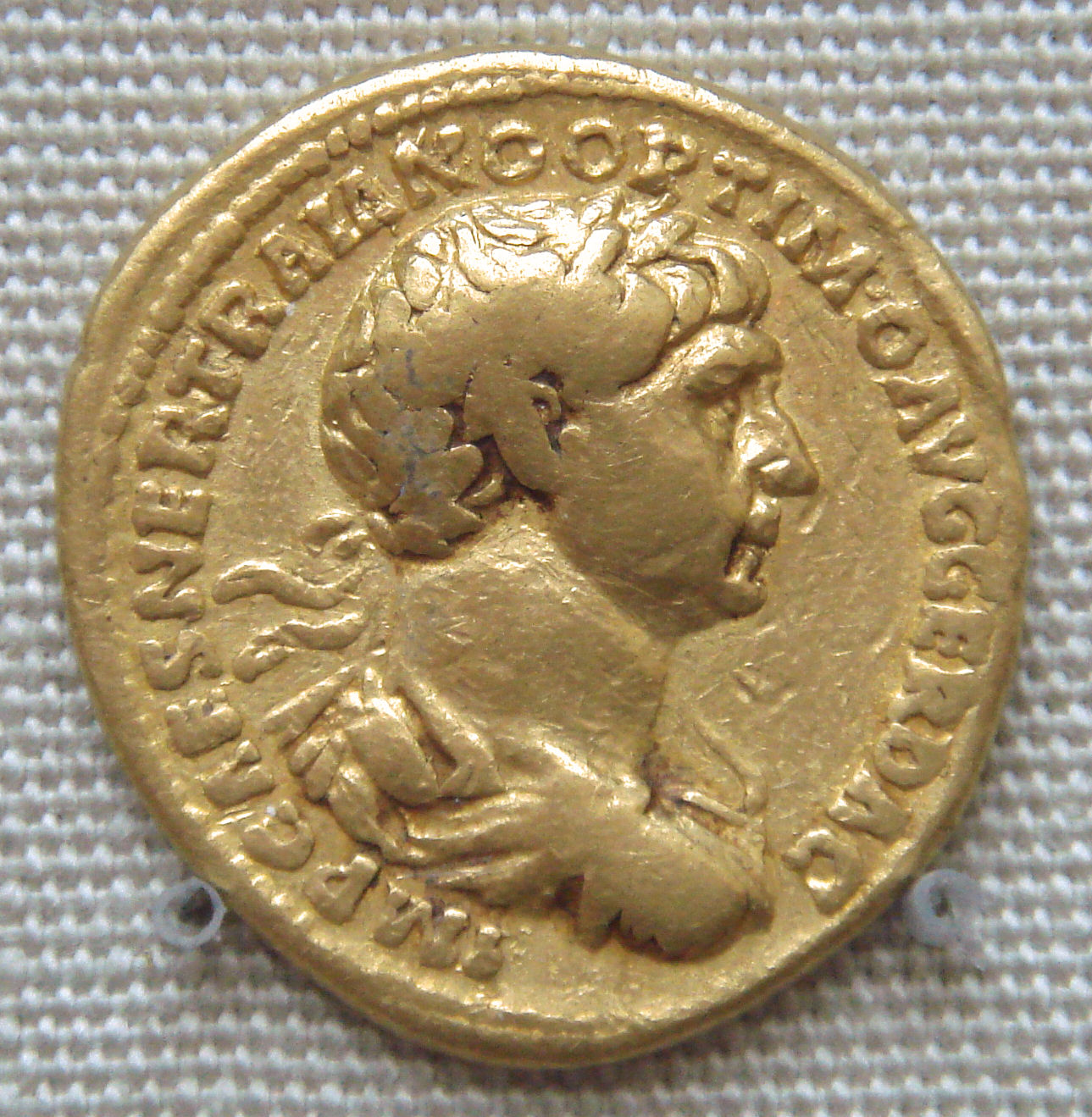
سکه‌ای از امپراتور روم تراژان که همراه با سکه‌های کانیشکا در آهن پوش یافت شد.
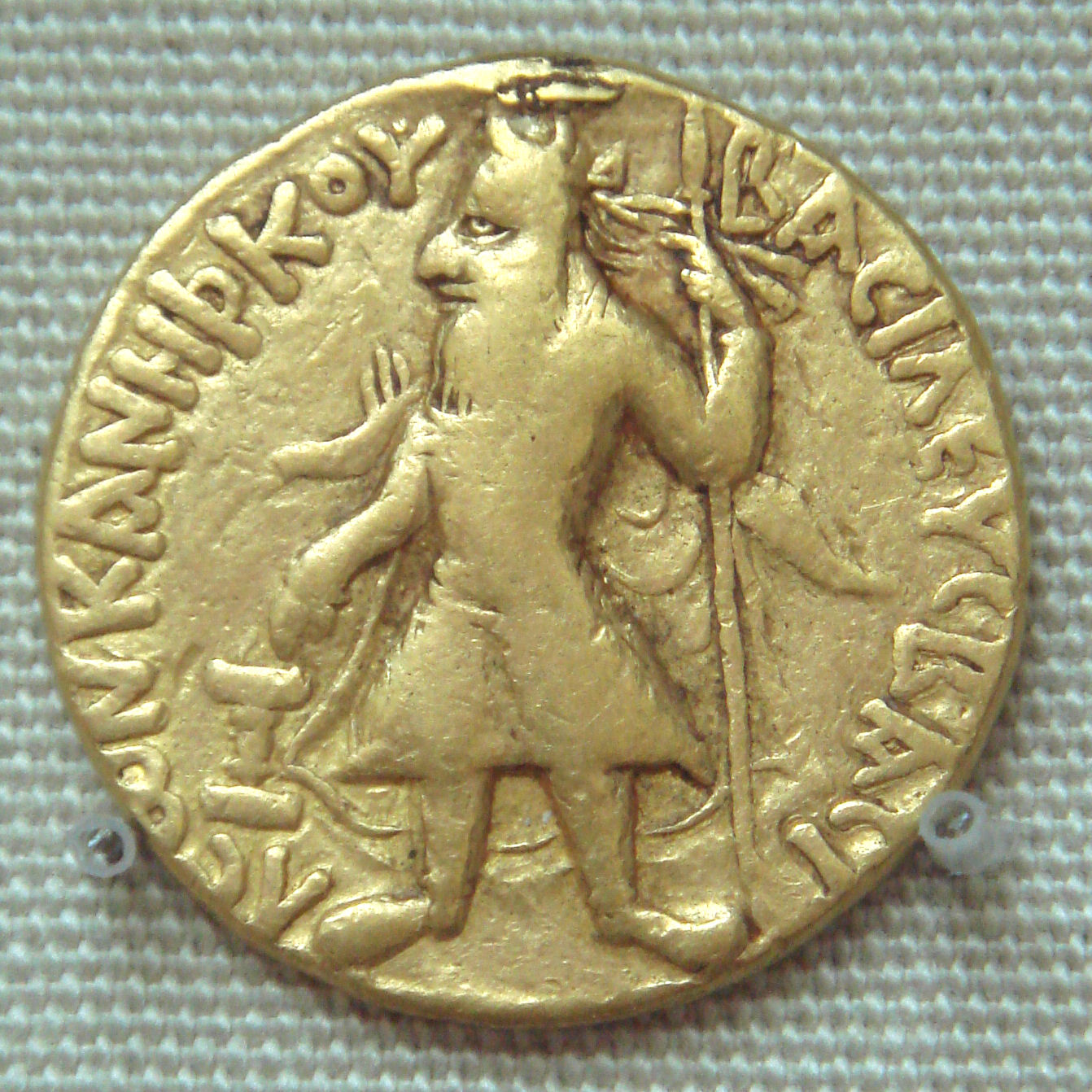
سکه کانیشکا، کشف شده در آهن پوش.